# Anton Haus
Anton Johann Haus (13 de junio de 1851 - 8 de febrero de 1917) fue un almirante austrohúngaro. A pesar de su apellido alemán, nació en una familia de habla eslovena en Tolmein (ahora Tolmin, Eslovenia). Haus fue comandante de la flota austrohúngara durante la Primera Guerra Mundial y fue el Gran Almirante de la armada desde 1916 hasta su muerte.

## Biografía
Haus ingresó en la armada en 1869. Se distinguió como instructor en la Academia Naval Imperial y Real en Fiume (ahora Rijeka); un producto de su estudio académico fue Oceanografía y Meteorología Marítima (1891). Al regresar a un mando marítimo, Haus fue comandante de una corbeta durante la intervención multinacional en la rebelión de Bóxers en China en 1900-1901. Después de la supresión de la insurrección, Haus permaneció en Pekín (ahora Beijing) hasta que 1902.
Promovido a Vizeadmiral en 1907, Haus fue enviado austro-húngaro a la segunda Conferencia de Paz de La Haya de mayo a octubre de aquel año. Nombrado Flotteninspekteur (inspector de la flota) en 1912, Haus sucedió a Rudolf Montecuccoli como Marinekommandant (Comandante de la Marina) y Chef der Marinesektion (Jefe de la Sección Naval del Ministerio de Guerra) el 24 de febrero de 1913.
Quizás sin darse cuenta de la gravedad de la situación, Haus estuvo notablemente ausente durante la crisis de julio de 1914. En el crucial consejo de la corona del 7 de julio de 1914, donde se decidió una acción drástica contra Serbia, Karl Kailer von Kaltenfels representó a su jefe. Tras el estallido de la guerra, Haus fue nombrado Flottenkommandant (Comandante de la flota). Cuando Italia entró en la guerra, Haus envió a la flota de combate a bombardear Ancona y otros puertos del Adriático italiano la noche del 23/24 de mayo de 1915, pero en su mayor parte la lucha activa se le encomendó a las fuerzas ligeras: cruceros rápidos, destructores y submarinos.
Como un astuto estratega naval, Haus reconoció que el valor real de su flota de batalla era mantener su existencia como armada para contrarrestar la amenaza de las potencias aliadas, por lo que la mantuvo confinada en Pola. Su estrategia recibió severas críticas alemanas, pero fue fuertemente apoyado por su propio alto mando, incluido el Marineinspekteur, Erzherzog Karl Stephan (Archiduque Carlos Esteban de Austria). Al igual que su homólogo alemán, Alfred von Tirpitz, Haus favoreció la guerra submarina sin restricciones.
En 1916, Haus se convirtió en el único oficial naval austrohúngaro en servicio activo (aparte de los miembros de la casa imperial) que fue ascendido a Grossadmiral (Gran Almirante). (Su sucesor inmediato, Maximilian Njegovan, fue nombrado Grossadmiral en 1918, pero en la lista de retirados).
Haus murió de neumonía en Pola (ahora Pula) el 2 de febrero de 1917 y fue enterrado en el cementerio militar naval (kuk Marinefriedhof). El emperador Carlos I asistió al funeral y más tarde le confirió el honor póstumo de ser Comandante de la Orden Militar de María Teresa. Con Pula bajo la soberanía italiana de posguerra, los restos de Haus fueron trasladados a Viena en 1925.
Haus fue sucedido como Marinekommandant y Flottenkommandant por Maximilian Njegovan y como Chef der Marinesektion por Karl Kailer von Kaltenfels; Njegovan fue designado para este último puesto en abril de 1917 después de la muerte de Kaltenfels. La flota que Haus había mantenido tan escrupulosamente como una "marina en existencia" fue repartida entre las potencias victoriosas después de 1918.